# Maison Bouret
La Maison Bouret est un édifice situé dans la ville de Nancy, dans la Meurthe-et-Moselle en région Lorraine (Grand Est).

## Situation
La maison Bouret est située au no 65 de la rue de la Ravinelle.

## Histoire
Elle fut construite à la fin XIXe siècle pour un fabricant d'appareils de chauffage, Emile Bouret, en 1887.
Elle a un style éclectique où prédomine l'art du XVIIe siècle.
La façade et la toiture sur rue, ainsi que le hall d'entrée sont inscrits par arrêté du 27 octobre 1995 au titre des monuments historiques.